# 勝山白麗
勝山 白麗（かつやま はくれい、6月26日 - ）は、日本の書家、文化人。本名 勝山 さゆり、雅号は白麗。
日本書道教育学会の石橋鯉城に師事し、2006年4月に師範取得。東京都世田谷区の書道教室「白麗會zen」のオーナー。東京都出身である

## 主な活動
東京都出身。NHK総合ビジネス（現NHKビジネスクリエイト）に勤務し、日本放送協会（NHK）の受付を務めた。冠二郎「さみだれ」（2019年）をはじめ、扇ひろ子、北見恭子、林るり子、若山かずさ、朱鷺あかり、川越たかこら演歌歌手のCDジャケット、NHK正月時代劇「雪之丞変化」（2008年）など時代劇の題字を多数手掛ける。
女優として、NHK大河ドラマ「秀吉」（1996年）のおねの侍女役、NHK連続テレビ小説「すずらん」の髪結いの千香役、舞台「板の上の二人と三人そして一人」（2022年、上西雄大作・演出・主演）のテレビ局の受付嬢役など多数の出演歴がある。
2023年12月、長年飼っていた猫が亡くなったことをモチーフにした本人作詞による楽曲「天使のあしあと」を配信リリース。2024年3月、俳優の水沢レインらのマネジメントなどを手掛ける株式会社KMH企画を設立。同10月、TOKYO FMグループの音楽専門放送MUSIC BIRDの音楽バラエティー番組「ユメルのモナリザラウンジ」内で「歌う書道家・勝山白麗の山色渓声」の月1回コーナーを開始した。
同11月にイタリアの首都ローマのベナンツォ・クロチェッティ美術館で開催された日伊文化協定締結70周年記念「ローマと日本美術の真実展」に虎をモチーフにした書画が招待され、在日イタリア大使館と展覧会を主催したイタリア日本美術家協会会長で元国立フィレンツェ大学美術史教授のピエールジャコモペトリオーリ博士からイタリア日本芸術功労作家として認定証を授与された。